# Gomburza
Gomburza est un acronyme pour les pères Mariano Gomez, José Apolonio Burgos, et Jacinthe Zamora, trois prêtres philippins exécutés le 17 février 1872 par les autorités coloniales espagnoles à la suite d'accusations falsifiées de subversion à la suite de la mutinerie de Cavite de 1872.

## Histoire

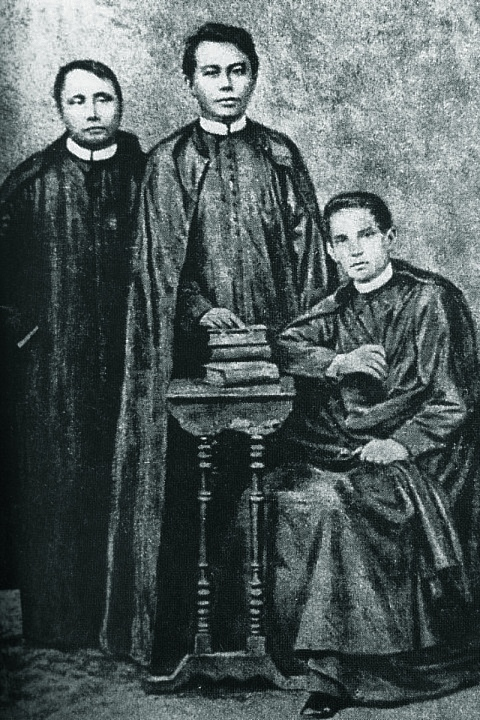
Les Pères Mariano Gomez, José Burgos et Fray Jacinto Zamora

Cette exécution injuste a provoqué la fureur et laissé un souvenir profond et amer chez plusieurs Philippins, spécialement José Rizal, le héros national, qui devait aussi subir de fausses accusations qui le conduiraient à l'exécution.
Les trois pères ont été impliqués dans la mutinerie de Cavite. Plusieurs ont allégué qu'ils encourageaient la violence et, comme ils critiquaient ouvertement et durement les autorités, plusieurs croyaient qu'ils étaient radicaux. Dans un périodique intitulé La Vérité, ces prêtres, principalement Burgos, exposaient ouvertement leurs questions et leurs critiques. Certains ont donc témoigné contre eux, ce qui a entraîné leur condamnation. L'exécution des Pères Gom-Bur-Za, a précipité la révolution et fait croître le sentiment nationaliste des Philippins.

## Source
- Zaide, Gregorio F. (1984). Philippine History and Government. National Bookstore Printing Press.